# ゴアトランス

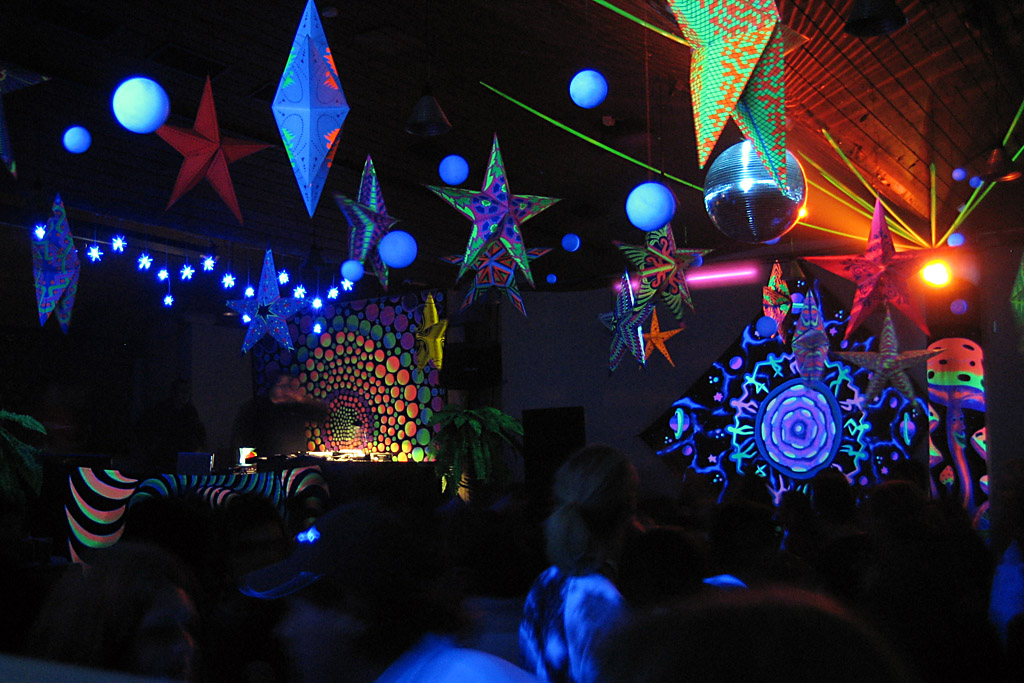
ゴアトランスのパーティー

ゴアトランス（英語: Goa Trance）は電子音楽の1種のトランスの1ジャンルである。そのままゴアと呼ばれたり、604（特に日本国外では符丁としてこう表記する場合もある）などと呼ばれたりもする。
1990年代始めにインドのゴアで生まれた。1980年代後半にドイツで誕生したトランスが、リゾート地でありバックパッカーの聖地でもあるインドの西海岸ゴアで発展したトランス。ゴアにはそれ以前はトランスと呼ばれる音楽はなく、ロックやアシッド・ハウスがパーティで流れていた。有名なDJのRaja Ramやゴア・ギルはこの頃から活躍していた。

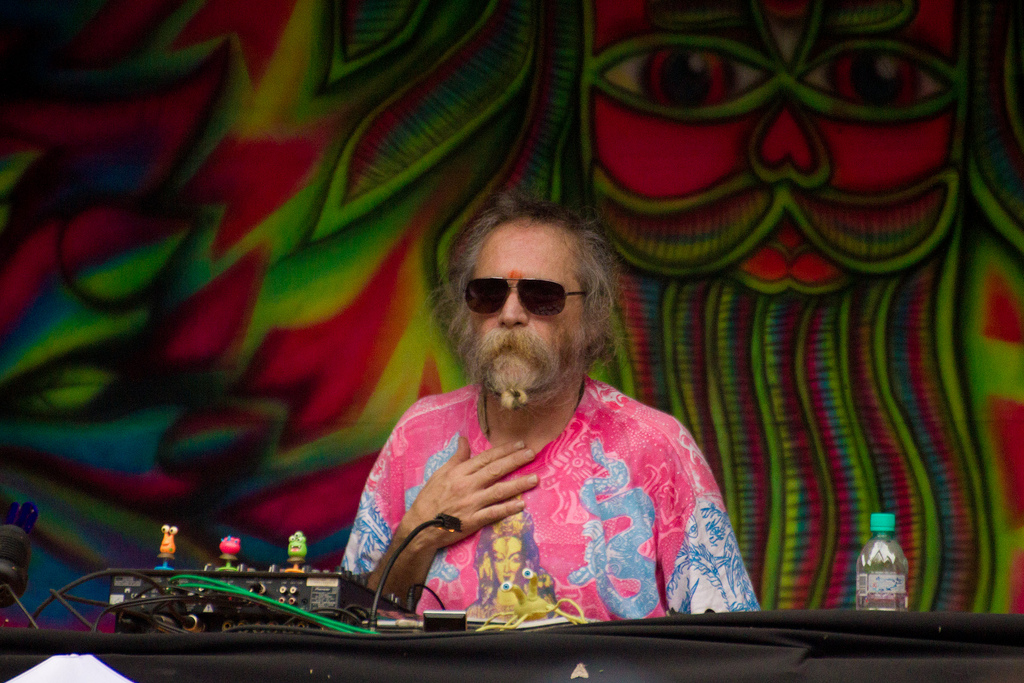
ゴア・ギル（2010年）

インド音階やイスラム音階などを用いたメロディや、宗教を思わせるパーカッションや音声をサンプリングし、有機的で民俗的な楽曲が多いのが大きな特徴である。1990年代前半から後半にかけて大きく流行したが、現在ではゴアトランスから発展したサイケデリックトランスにその座をゆずり、ごくアンダーグラウンドなシーンで静かにその世界を広げている。
当時シーンを牽引したアーティストは大きくイギリス・ドイツ・イスラエル出身者に分かれ（もちろん、他の地域にも居たが）、特にイスラエル出身者の作り出す音をイスラエルトランスとして分けて呼ぶ場合もある。
ジャケットデザインもSHIVAやGANESHAなどのヒンドゥー教の神々をあしらったものや、フラクタル図形をベースデザインに使ったりする事でLSDなどのトリップ感をイメージしたものが多かった。
ゴアトランスは、1994年～1998年ごろに最盛期を迎え、その後、製作・人気の両方の面で急激な衰退を迎えた。それに代わるように、サイケデリックトランス、またはサイトランスと呼ばれるジャンルの隆盛が始まった。
ゴアトランスは、1990年代後半から2000年代初頭にかけてのサイケデリックトランスの出現に大きな影響を及ぼしている。
この時期は、この2つのジャンルが融合を果たした時期といえる。専門的な定義を除けば、ゴアトランスとサイケデリックトランスの区別は、個人の好みの問題となっている。よって、その2つを同義語として使う者もいれば、それを聞き分ける者もいる。例えば、「無機質なサイケデリックトランス」と「有機的なゴアトランス」のように区別する者がいる。
多くの国において、ゴアトランスは、他のジャンルのトランス音楽と比較すると、アンダーグラウンドな存在であり、あまり商業的な音楽であるとは言い難い。ゴアトランスは、クラブでかけられるというよりは、野外パーティー（レイヴと呼ばれることが多い）や野外フェスで耳にすることが多い。全盛期のゴアトランスを聞くことのできるコンピレーションアルバムとしては、Dragonfly Recordsの「Voyage Into Trance」や「Order Odonata」シリーズを挙げることができる。珠玉の名作が多く作成されたが、当時のレーベルがほぼ壊滅的な状態のため、現在はDragonfly Records以外のものを入手するのは非常に困難である。

## 代表的なアーティスト
ジュノ・リアクター、サイモン・ポスフォード、Man With No Name、T.I.P. (The Infinity project)、Slinky Wizard、Shakta、Koxbox、Astral Projection、Total Eclipse、トラヴェラーズ系バンドのOZRIC TENTACLESから派生したEAT STATICなど。

## 代表的なレーベル
- Dragonfly Records
- Blue Room Released
- T.I.P. Records
- Flying Rhino Records
- Spirit Zone Records
- Platipus Records
- KOYOTE Records

## 関連サイト
- RAVE TRIVE
- goatrance.net
- goatrance.de
- goa-trance.de
- Psychedelic Mind Expander
- Psychedelic Trance Music News
- Isra Trance
- Discog